# Valters Tīdemanis
Valters Tīdemanis (deutsch: Walter Tidemann, * 12. Dezemberjul. / 25. Dezember 1905greg. in Ogre; † unbekannt) war ein lettischer Fußballspieler und Automobilrennfahrer deutsch-baltischer Herkunft.

## Karriere und Leben
Valters Tīdemanis wurde im Jahr 1905 in Ogre, etwa 40 km südöstlich von Riga in die deutsch-baltische Familie von Heinrihs Tīdemanis (Heinrich Tidemann) geboren. 
Tīdemanis begann seine Fußballkarriere beim Gymnastik- und Sportverein Āgenskalns aus dem gleichnamigen Rigaer Stadtteil. 1924 wechselte Tīdemanis zum amtierenden lettischen Meister SV Kaiserwald Riga. Bei dem Verein der Deutschbalten in Riga spielte Tīdemanis bis 1925, bevor er im Jahr 1926 für Union Riga aktiv war. Nachdem der Lettische Fußballverband die Virslīga als höchste Spielklasse des Landes gegründet hatte, spielte Tīdemanis in der Premierensaison 1927 für den LSB Riga. Nach nur einer Saison wechselte Tīdemanis 1928 zum Zweitligisten Riga Vanderers.
Tīdemanis war auch im Motorsport aktiv. 
Im März 1931 wurde in der Nähe des Kisch-See eine Weste mit Tīdemanis' Dokumenten und einem Abschiedsbrief gefunden. Darin bekannte er sich schuldig für den Motorradunfall im Vorjahr, bei dem sein Vater ums Leben kam, sowie für die Veruntreuung von Geldern bei der Arbeit. Tīdemanis wurde später lebend in Cēsis gefunden und gab an, nicht Selbstmord beabsichtigt zu haben. 
1939 repatriierte er als Deutschbalte in das Deutsche Reich.

## Weblink
- Lebenslauf bei kazhe.lv (lettisch)

| Personendaten    | Personendaten                        |
| ---------------- | ------------------------------------ |
| NAME             | Tīdemanis, Valters                   |
| ALTERNATIVNAMEN  | Tidemanis, Valters; Tidemann, Walter |
| KURZBESCHREIBUNG | lettischer Fußballspieler            |
| GEBURTSDATUM     | 25. Dezember 1905                    |
| GEBURTSORT       | Ogre (Stadt), Gouvernement Livland   |
| STERBEDATUM      | 20. Jahrhundert oder 21. Jahrhundert |